# Centro Nacional de Metrología de Panamá
El Centro Nacional de Metrología de Panamá (CENAMEP AIP) es una asociación de interés público, responsable de establecer y mantener los patrones nacionales de medida para asegurar la trazabilidad de las mediciones al Sistema Internacional de Unidades de Medida.
Mediante la Resolución 002 del 25 de julio de 2008 del Consejo Nacional de Metrología, publicado en la Gaceta Oficial 26123, se designó al CENAMEP AIP como el Laboratorio Nacional de Metrología, de acuerdo con la Ley n.º 52 del año 2007 “Que regula las actividades metrológicas en la República de Panamá".

## Descripción
El centro cuenta con 18 laboratorios de metrología que ofrecen cerca de 60 servicios de calibración de diversas magnitudes mecánicas y electromagnéticas. El centro posee reconocimiento internacional en algunos de estos servicios, amparado en un Sistema Integrado de Gestión de Calidad. Dicho sistema se basa en la Norma ISO/IEC 17025:2017 e integra buenas prácticas de otras normas ISO (como la 9001, 27001, 31000, 45001 y la 50001).
El CENAMEP AIP presta servicios metrológicos como calibración, verificaciones, ensayos de aptitud, asesorías, cursos especializados y auditorías en la norma ISO/IEC 17025:2017 a instituciones gubernamentales, laboratorios secundarios, a la industria y al comercio. Las calibraciones se realizan con trazabilidad al Sistema Internacional de Unidades de Medida.

## Historia
Los siguientes hitos describen la historia del CENAMEP AIP:
- 1976: como parte de un programa de cooperación de la Organización de las Naciones Unidas para el Desarrollo Industrial (ONUDI), el Instituto Nacional de Tecnología Industrial (INTI, Argentina) envía a Panamá un asesor en metrología, el Prof. Ing. Anselmo Araolaza, padre y fundador del centro.[6]
- 1997: se crea el Laboratorio Primario de Metrología (LPM) en la sede de la Universidad Tecnológica de Panamá (UTP, campus Tocumen), que se mantiene funcionando como laboratorio secundario.[6]
- 1999: el Secretario Nacional de la SENACYT, Gonzalo Córdoba Candanedo, convoca a Anselmo Araolaza a integrarse a su grupo de trabajo y establece que Panamá debe tener una entidad metrológica del mayor nivel científico tecnológico.[7]
- 2000: Anselmo Araolaza, primer director de CENAMEP, programa la compra de los patrones e instrumentos necesarios para establecer, conservar y diseminar las unidades de medida en Panamá.[6]
- 2002 (31 de octubre): se inaugura formalmente el Centro Nacional de Metrología de Panamá (aún como parte de la SENACYT), que se establece en el edificio 176/215 de la Ciudad del Saber. Se ponen en marcha dos patrones atómicos de tiempo y frecuencia de cesio 133, dando inicio a la Hora Exacta de Panamá.[8]
- 2003 (16 de septiembre): se firma el CIPM MRA,[9] un acuerdo de reconocimiento mutuo del centro con la Oficina Internacional de Pesas y Medidas (BIPM). En ese marco, se desarrolla la reunión del Consejo del Sistema Interamericano de Metrología (SIM) en Ciudad de Panamá.[10]

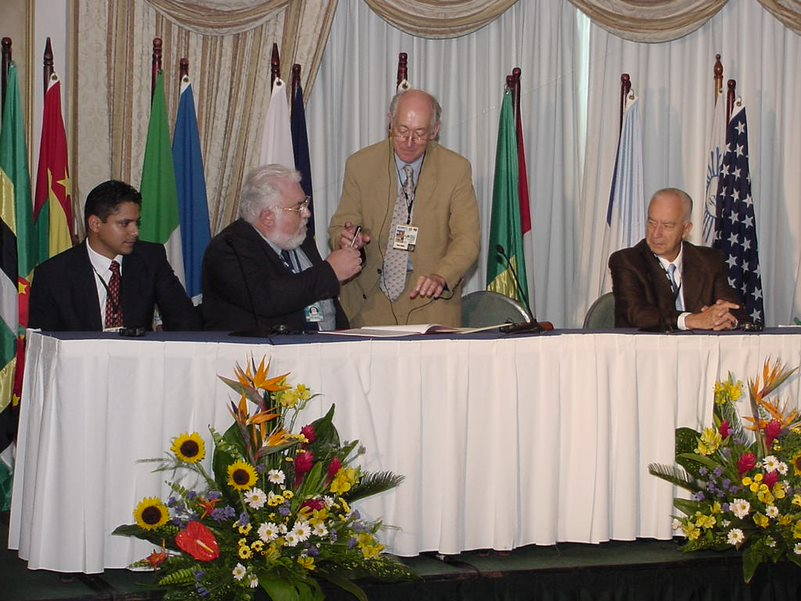
Firma del Mutual Recognition Arrangement. De izquierda a derecha: subdirector del CENAMEP, director del CENAMEP, presidente del BIPM y presidente del SIM (Ciudad de Panamá, 16 de septiembre de 2003).

- 2003 (octubre): la República de Panamá es reconocida como contribuyente al Tiempo atómico internacional (TAI) y al Tiempo universal coordinado (UTC).[8]

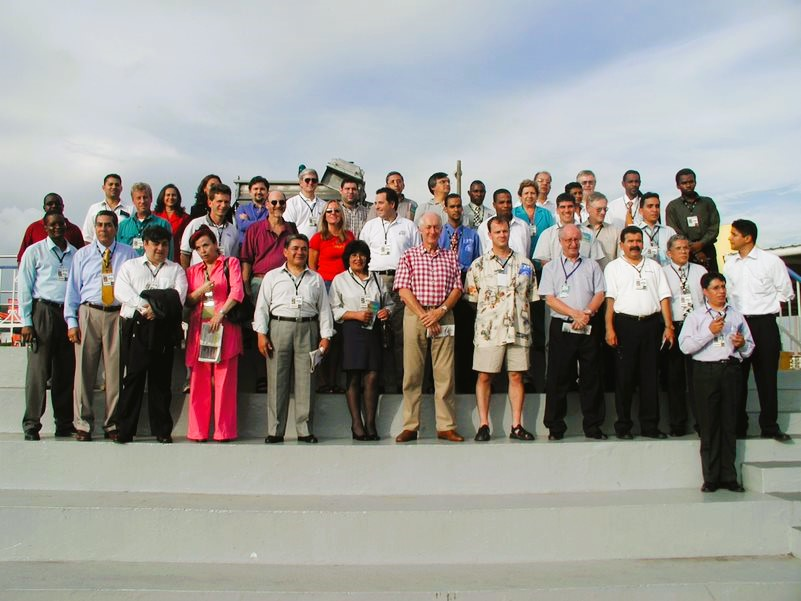
Visita a las Esclusas de Miraflores (Canal de Panamá) de los miembros del Consejo del Sistema Interamericano de Metrología (SIM, septiembre de 2003).

- 2006 (8 de septiembre): se reconocen las primeras capacidades de medición y calibración (CMC) de Panamá.[4]
- 2007 (15 de mayo): se firma el Acta Constitutiva de la Asociación de Interés Público bajo el nombre de CENAMEP AIP. El 6 de julio se emite la Resolución del Ministerio de Gobierno y Justicia, que aprueba la AIP.[4]
- 2007 (11 de diciembre): se establece la Ley de Metrología (Ley n.º 52 del año 2007).[3]
- 2008 (1 de enero): se crea y entra en funcionamiento la Asociación de Interés Público CENAMEP AIP. En este mismo año, el Ministerio de Comercio e Industrias (MICI) y el Consejo Nacional de Metrología (CNM) designan al centro como Laboratorio Nacional de Metrología.[11]
- 2008 (marzo): se miden los 12 puntos primarios de gravedad local en Panamá.[12]
- 2009 (26 de enero): se declara los primeros Patrones Nacionales de Medida en el país.[13]
- 2010: se adopta la hora emitida por el centro como la "Hora Oficial de Panamá" (Resolución 007-2010 de la Autoridad para la Innovación Gubernamental, AIG).[8][4]
- 2012 (19 de diciembre): se oficializa el uso del Sistema Internacional de Unidades de Medida (SI) en Panamá.[4]
- 2013: se inician las labores para la construcción de la nueva sede del CENAMEP AIP.[4]
- 2016 (agosto): luego de 15 años de labores como Laboratorio Nacional de Metrología en su antiguo edificio, el CENAMEP AIP abre las puertas de su nueva y moderna instalación ubicada en el edificio 206 de la Ciudad del Saber, en Clayton, Panamá.[14]
- 2021 (27 de septiembre): se aprueba el Plan Estratégico Nacional de Metrología (PEM) y se actualiza la lista de Patrones Nacionales de Medida.[15]
- 2021 (14 de octubre): se reglamenta la Ley de Metrología.[16]
- 2022 (enero): se inicia la ampliación de la sede del CENAMEP para albergar laboratorios y facilidades adicionales.[4][5]
- 2022 (31 de octubre): se celebran los 20 años de operación continua del centro y se presenta el documento impreso Visión Metrológica Panamá 2050.[4]
- 2023 (9 de enero): el centro ingresa a la Plataforma CONECTO (de la SENACYT, Panamá). Esta plataforma es un "atlas de la ciencia" que facilita la colaboración entre científicos, estudiantes, profesores y la sociedad en general.[2]
- 2023 (julio): se publica en Internet el documento Visión Metrológica Panamá 2050, para fortalecer la difusión de la metrología en el país.[4]
- 2023 (31 de octubre): se cumplen 21 años de operación continua del centro.[7]
- 2024 (enero): se inicia la construcción de un cuarto nivel del edificio del CENAMEP, lo cual permitirá instalar y ofrecer servicios de metrología química.

## Directores
Desde su fundación, los directores del CENAMEP AIP han sido:
| Director general                              | Periodo         |
| --------------------------------------------- | --------------- |
| Anselmo Araolaza Rodríguez (primer director). | 2002 - 2004     |
| Hernando Flórez Rivera.                       | 2004 - 2010     |
| Saúl García Tovar (director a.i.).            | 2010 - 2011     |
| Javier Arias Real.                            | 2011 - presente |

## Estructura del centro
La estructura organizativa del CENAMEP AIP es la siguiente:
- Una Asamblea General (de los miembros de la asociación) y una Junta Directiva (escogida de entre los miembros de la asamblea). Ambas instancias están compuestas por representantes de organizaciones del sector privado y organismos del gobierno, afines a la metrología.
- Una Dirección del centro (cuyo Director reporta sobre la ejecución del plan estratégico, metas, presupuesto anual y demás actividades).[20]
- El organigrama interno del CENAMEP AIP está encabezado por dicha dirección y de allí se desprenden una Subdirección Técnica, una Subdirección Administrativa y una Subdirección de Gestión y Calidad.[19]

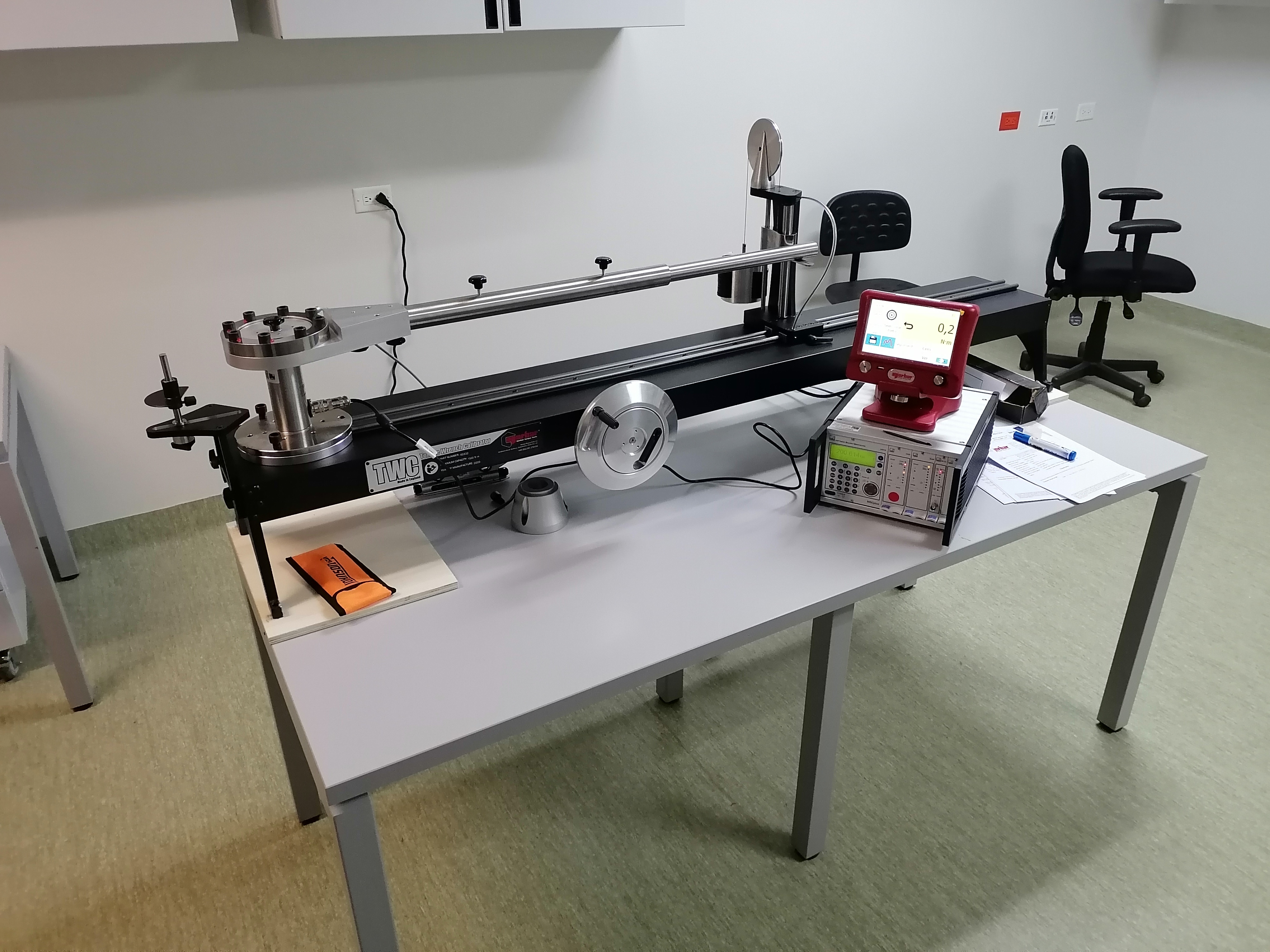
Equipos de par torsional (Coordinación de Magnitudes Mecánicas).

A lo interno del centro, la estructura operativa es la siguiente:
- La Subdirección Técnica cuenta con cinco coordinaciones de área (magnitudes mecánicas, magnitudes electromagnéticas, metrología química, investigación y desarrollo y servicio al cliente). La Coordinación de Magnitudes Mecánicas incluye variables como longitud, masa, fuerza, volumen, flujo y presión. La Coordinación de Magnitudes Electromagnéticas incluye tiempo y frecuencia, electricidad, temperatura y humedad relativa. Todas las coordinaciones tienen a su cargo la planificación, ejecución y verificación en la prestación de servicios, mantenimiento y trazabilidad de los patrones y equipos. Además, la Subdirección Técnica se encarga de la atención a los clientes y la prestación de servicios metrológicos (calibración, verificación, asesorías, transferencia de conocimiento y desarrollo de investigaciones metrológicas).[20]

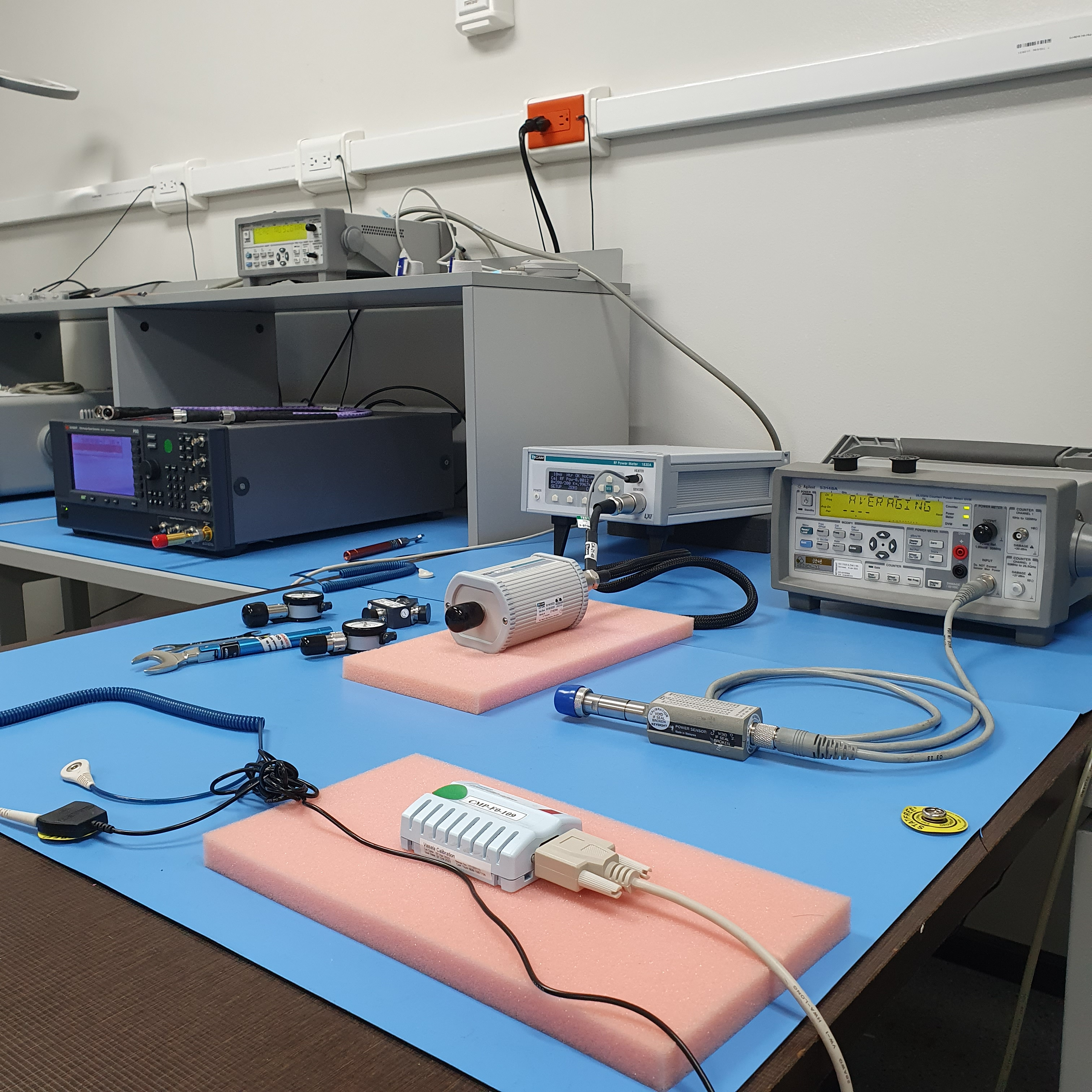
Equipos en el Laboratorio Secundario de Alta Frecuencia (Coordinación de Magnitudes Electromagnéticas).

- La Subdirección Administrativa cuenta con cuatro coordinaciones de área que agrupan diferentes tareas: compras; servicios de apoyo (mantenimiento, recepción y mensajería); finanzas y contabilidad; y, tecnología, informática y comunicación.
- La Subdirección de Gestión y Calidad está compuesta por dos coordinaciones de área: la Coordinación de Gestión (que maneja los proyectos especiales y la cooperación nacional e internacional) y la Coordinación del Sistema de Calidad (donde se administran las acciones del Sistema Integrado de Gestión, SIG).[20]

## Ubicación del centro
El CENAMEP se ubica en la Ciudad del Saber, en el área de Clayton (antiguo Fuerte Clayton), corregimiento de Ancón, en las cercanías del Canal de Panamá. Las instalaciones se hallan en el edificio 206, en la Calle Luis Bonilla, en Ciudad de Panamá.

## Hora oficial de Panamá
Mediante un conjunto de patrones atómicos de tiempo y frecuencia de cesio (Cs-133), el CENAMEP AIP mantiene la escala de tiempo más exacta de la República de Panamá, denominada UTC(CNMP), siendo reconocida ante la Oficina Internacional de Pesas y Medidas desde 2003, cuando comienza a compararse con otros laboratorios empleando GPS.  La Autoridad Nacional para la Innovación Gubernamental (AIG), a través de la Resolución 7 del año 2010, adopta esta hora mantenida por el CENAMEP como la hora oficial para todas las entidades del Estado. Las instalaciones y equipo de los relojes atómicos (incluyendo los patrones de frecuencia de cesio 133), están ubicados en el Laboratorio Primario de Tiempo y Frecuencia del Centro (ver equipos en Wikimedia).
El Centro brinda un acceso público y gratuito a esta hora mediante un enlace al sitio web de la hora exacta. Además, ofrece el servicio de sincronización de redes locales, mediante el protocolo NTP. Las solicitudes de este servicio de sincronización se realizan contactando al CENAMEP AIP.

## Capacidades de medición y calibración

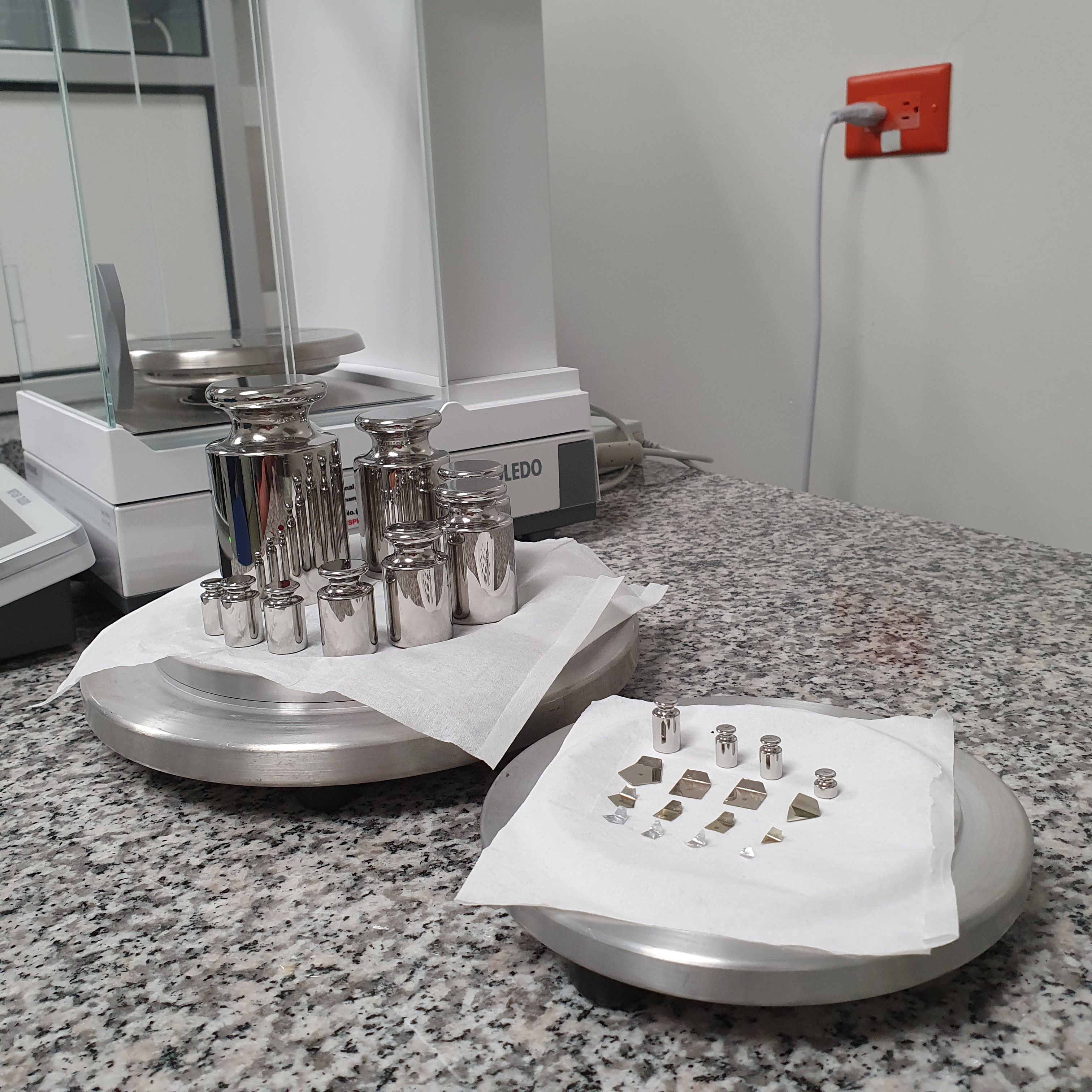
Juego de patrones de masa (Coordinación de Magnitudes Mecánicas).

Panamá, al ser uno de los 51 países miembros del Tratado del Metro, firmó en el año 2003 un Acuerdo de Reconocimiento Mutuo en el marco del Comité Internacional de Pesos y Medidas (CIPM MRA, por sus siglas en inglés).  Esta es la instancia a través de la cual los Institutos Nacionales de Metrología (INM) de los países firmantes demuestran la equivalencia internacional de sus patrones de medición y los certificados de calibración y medición que emiten. Los resultados de este acuerdo son las capacidades de calibración y medición (CMC) de los institutos participantes, reconocidas internacionalmente (es decir, revisadas y aprobadas por pares evaluadores).
Las CMC aprobadas, y los respectivos datos técnicos de respaldo, están disponibles públicamente en la base de datos del CIPM MRA (conocida como KCDB). El Centro, como el INM designado en Panamá, tiene diversas CMC, reconocidas y publicadas en la Base de Datos KCDB.